# Front démocratique de salut national
Le Front démocratique de salut national (en roumain : Frontul Democrat al Salvării Naționale, FDSN) est un parti politique roumain fondé le 7 avril 1992 par le président Ion Iliescu et ses partisans issus du Front de salut national (FSN). Il est le résultat de l'éclatement au début des années 1990 du FSN, précédemment au pouvoir. La petite aile dirigée par Petre Roman a continué à utiliser l'appellation FSN.
Le 10 juillet 1993, le FDSN fusionne avec le Parti socialiste démocratique de Roumanie (Partidul Socialist Democratic din România) (PSDR), le Parti républicain (ro) (Partidul Republican), le Parti coopératif (Partidul Cooperatist) et le Parti de la solidarité sociale (ro) (Partidul Solidaritatii Sociale) pour former le Parti de la démocratie sociale de Roumanie (PDSR).

## Résultats électoraux

### Élections parlementaires
| Année | Chambre des députés | Chambre des députés | Sénat | Sénat    | Gouvernement |
| Année | %                   | Mandats             | %     | Mandats  | Gouvernement |
| ----- | ------------------- | ------------------- | ----- | -------- | ------------ |
| 1992  | 27,7                | 117 / 341           | 28,3  | 49 / 143 | Văcăroiu     |

### Élections présidentielles
| Année | Candidat    | 1er tour | 2d tour      |
| ----- | ----------- | -------- | ------------ |
| 1992  | Ion Iliescu | 47,2 %   | 61,4 % (élu) |